# Two Heads Creek
Two Heads Creek és una pel·lícula de terror australiano-britànica del 2019 dirigida per Jesse O'Brien. Es va estrenar el 21 de novembre de 2019 a Austràlia. S'ha doblat i subtitulat al català.
El rodatge va tenir lloc durant un període de cinc setmanes a Cracow (Queensland) durant el 2018. La ciutat va ser escollida per la familiaritat que tenia amb un dels productors, tant amb el poble com amb el propietari d'un pub local.